# Чагарниковий собака американський
Чагарниковий собака американський (Speothos venaticus) — вид родини псових (Canidae), ряду хижих. Тварина має короткі кінцівки, кремезне тіло, округлу мордочку й вуха, а також лапи з перетинками між пальцями; забарвлення коричневе, в дитинчат — майже чорне. Мешкає в лісах і болотистих саванах Центральної і Південної Америки. Окрім єдиного сучасного виду рід містить також вимерлого †Speothos pacivorus.

## Поширення й середовище проживання
Країни проживання: Болівія, Бразилія, Колумбія, Еквадор, Французька Гвіана, Гаяна, Панама, Парагвай, Перу, Суринам, Венесуела. Не зважаючи на великий діапазон поширення і мешкання в різних місцях існування, щільність популяції невелика. Проживає в цілому поблизу від джерел води й поруч з поселеннями потенційних жертв, особливо Cuniculus paca.
Чагарниковий пес був виявлений в низовині (нижче 1500 м), в лісових біотопах, включаючи первинні й галерейні ліси, напівлистяні ліси й сезонно затоплювані ліси.

## Морфологія
Морфометрія. Довжина голови й тіла: 575—750 мм, хвіст: 125—150 мм, висота в плечах: 300 мм, вага: 4,0—7,0 кг.
Опис. Голова і шия вохрово-жовтуватий або рудувато-коричневий, й цей колір переходить в темно-коричневий або чорний уздовж спини й хвоста. Низ тіла такий же темний, як і спина, хоча можуть бути світлі латки за підборіддям на горлі. Тіло приосадкувате, морда коротка і широка, ноги короткі. Хвіст короткий і добре вкритий волоссям, але не пухнастий. Зубна формула: I 3/3, C 1/1, P 4/4, M 1/2 = 38.

## Поведінка
Здається, переважно це денний вид, що залишається в лігві у нічний час: у норі або в дуплі дерева. За повідомленнями, цей вид напівводний, може пірнати й плавати під водою з великою легкістю. Спостерігалося як дикі особини плавали на великих річках, переслідуючи здобич у воді. Чагарниковий пес високо соціальний, живе і полює спільно зграями до 10 особин. Кілька полонених тієї ж або протилежної статі можуть перебувати разом без боїв, хоча ієрархії можуть бути створені. Користується певним набором вигуків, найпоширенішим з яких є високий писк, який використовується, щоб допомогти підтримувати контакт між членами групи, яка рухається в густому лісі.

## Міжвидові відносини
Чагарниковий пес використовує нори, викопані великими броненосцями й іноді тамандуа. В іншому разі нори розміщуються в колодах дерев, що впали й притулках серед каменів. Агуті, капібара і пака є основною здобиччю кущового пса. Спостерігалось як одного разу група з шести особин вполювала тапіра, що важив 250 кг. Також здобиччю є броненосці (Dasypodidae), пекарі (Tayassu tajacu), мазами (Mazama), нанду (Rhea americana).
Є тільки непрямі свідчення про хижацтво на кущових собак. В Перуанської Амазонії, туші дорослої Speothos venaticus були оточені слідами ягуара або пуми. На Speothos venaticus полюють для споживання люди в деяких районах Амазонії.

## Життєвий цикл
У дикій природі цуценята народжуються під час сезону дощів. Вагітність триває 67 днів. Народжується від одного до шести, в середньому 3.8, малюків. Вага новонароджених 130—190 грамів. Період годування молоком триває 4–5 місяців. Зафіксована тривалість життя у неволі становить 13 років і 4 місяці. Середня тривалість життя, як вважають, близько десяти років.

## Генетика й філогенетика
Диплоїдне число, 2n=74 хромосоми з 36 акроцентричними, фундаментальне число FN=76. Х-хромосома є великою метацентричною й Y є невеликою субакроцентричною.
Еволюційні відносини цього незвичайного представника псових ще належить вирішити, але дослідження показали, що, швидше за все, він розійшовся з сестринською таксоновою групою Chrysocyon три мільйони років тому.

## Загрози та охорона
Єдиними серйозними передбачуваними загрозами є перетворення місць проживання і людські посягання. Трапляються в кількох природоохоронних територіях по всьому ареалу. Захищені законом у країнах свого поширення. Є кілька програм по розмноженню виду в зоопарках по всьому світу.